# Carmen Piazzini
Carmen Piazzini (* 1939 in Argentinien) ist eine argentinische Pianistin. Ihr Repertoire reicht von Klassik über Romantik bis zur Moderne.

## Leben
Carmen Piazinni entstammt einer italienischen Familie, deren Großvater nach Argentinien auswanderte. Mit fünf Jahren erhielt sie ihren ersten Klavierunterricht. Bereits mit 15 Jahren war sie eine bekannte Pianistin. Später siedelte sie nach Deutschland um. Carmen Piazzini lebt in Darmstadt. Sie unterrichtete von 1985 bis 2006 als Professorin an der Musikhochschule in Karlsruhe, seit Sommer 2008 ist sie Leiterin von Meisterkursen an der Internationalen Sommerakademie Mozarteum Salzburg.

## Einspielungen (in Auswahl)
- sämtliche Klaviersonaten Mozarts
- sämtliche Klavierkonzerte Mozarts
- sämtliche Klaviersonaten Haydns
- sämtliche „Lieder ohne Worte“ Mendelssohn Bartholdys

## Ehrungen
- 1998 Preis der argentinischen Presse als beste Pianistin
- 2001 Tortonipreis